# Claudia Rodríguez
Claudia Rodríguez Silva (Santiago de Chile, 21 de marzo de 1968) es una escritora y activista travesti y feminista chilena.

## Biografía
Nació en el Hospital Barros Luco Trudeau en Santiago de Chile en 1968, siendo sus padres provenientes de la zona de Lanco en el sur de Chile. En 1973 inicia sus estudios formales, finalizando la enseñanza media sin posibilidad de estudiar una carrera debido a la falta de recursos de su familia.
En 1991 inicia su activismo al ingresar al Movimiento de Liberación Homosexual (Movilh), que posteriormente se convertiría en el Movimiento Unificado de Minorías Sexuales (MUMS), participando también del Casal Lambda y la Colectiva Lésbica Travesti Feminista Paila Marina. Posteriormente iniciaría sus estudios superiores en la carrera de Trabajo Social en la Universidad Academia de Humanismo Cristiano y obteniendo un Diplomado en Género en la Facultad de Filosofía y Humanidades de la Universidad de Chile.
Su carrera literaria comenzó mediante la escritura de fanzines luego de participar en un taller impartido por Diego Ramírez, y en 2010 fue becaria del Fondo Nacional del Libro para escritores emergentes (Fondart). Al año siguiente, fue una de las fundadoras de la primera compañía teatral travesti en Chile, presentando las obras Historias de travestis (2011) y Cuerpos para odiar (2015), esta última adaptación del fanzine homónimo realizado por ella misma.
En 2016 Rodríguez publicó su primer libro, titulado Dramas pobres y creado a partir de los fanzines escritos previamente por la autora, y el mismo año parte de sus textos formaron parte de la antología Ciudad muda, realizada por Juan Pablo Sutherland.

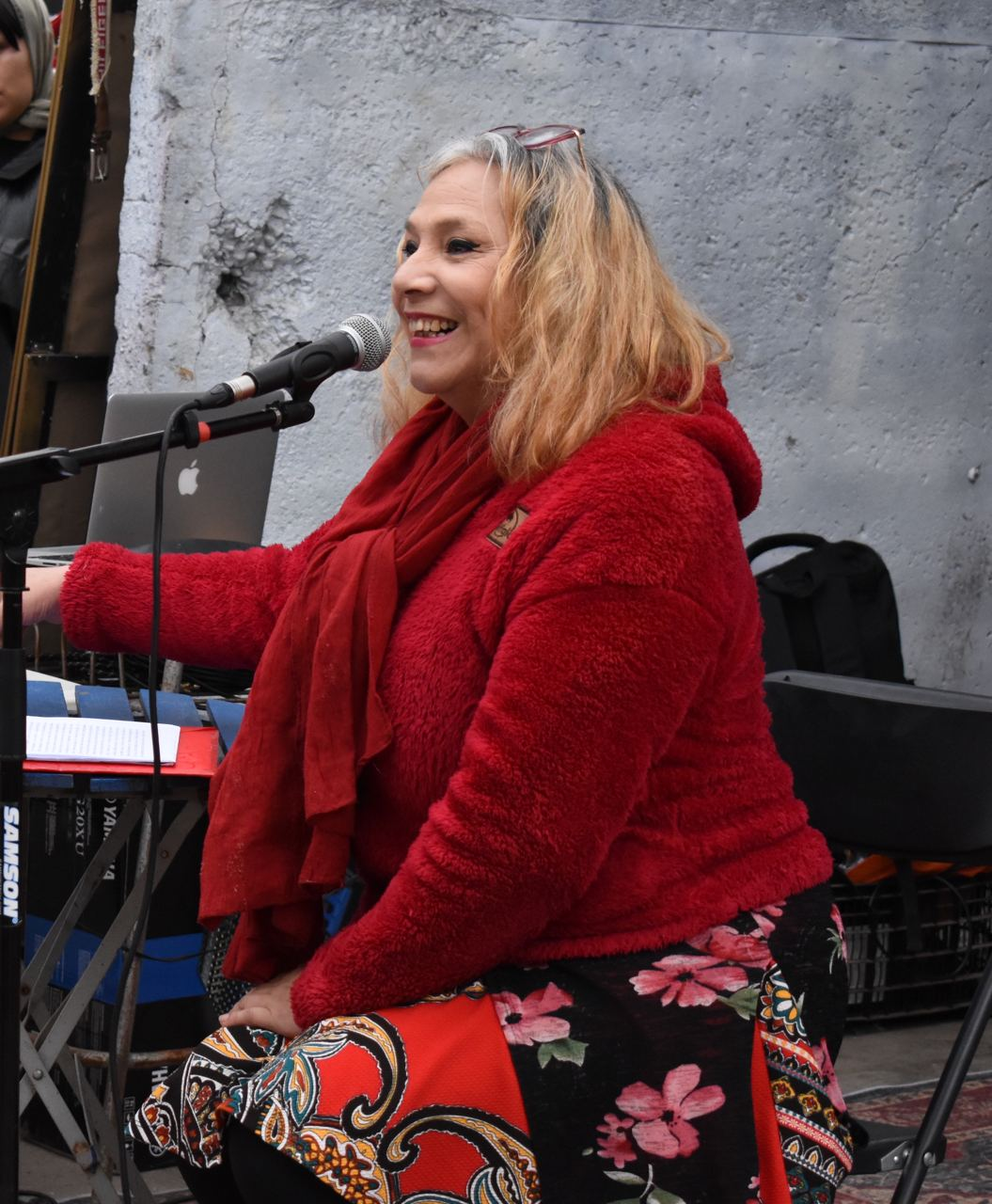
Claudia Rodríguez en Feria Desviada, 2023.

## Obra
- 2011 - Historias de travestis. Obra de teatro.
- 2015 - Cuerpos para odiar. Obra de teatro. [10]
- 2016 - Dramas Pobres.
- 2023 - Para no morir tan sola.[11]
- 2023 - Ciencia Ficción Travesti.[12]